# Berry (Alabama)
Berry – miasto w Stanach Zjednoczonych, w stanie Alabama, w hrabstwie Fayette. W roku 2023 miasto zamieszkiwało 1190 osób, a gęstość zaludnienia wynosiła 41,2 osoby/km².